# Герб Бердянского района
Герб Бердянского района (укр. Герб Бердянського району) — официальный символ Бердянского района Запорожской области Украины, утверждённый решением № 25 VIII сессии Бердянского районного совета 24 созыва от 16 мая 2003 года.

## Описание
Малый герб Бердянского района представляет собой щит французской формы, изображенный в виде прямоугольника, основание которого равно 8/9 его высоты с острием, которое выступает в середине нижней части, и закругленными нижними углами.
Щит разделен на два поля — верхнее — зелёное (смесь хрома и растительной зелени), на котором изображена серебряная ногайский кибитка и чёрный плуг, символизирующие полукочевой быт ногайцев и занятие земледелием других поселенцев; нижнее — голубое (смесь кобальта и ультрамарина), на котором чёрный якорь, которое символизирует морскую береговую полосу.
Этот вариант герба Бердянского уезда был утвержден 31 января 1845 года.
Золотые нива и колосья обрамляют нижнюю и боковые стороны герба, который определяет сельскохозяйственную деятельность района.
В верхней части находится символическое изображение крепости коричневого цвета, что свидетельствует об основании в 1770 году Петровской крепости и первого славянского поселения. Ширина герба равна 7/9 его высоты.